# Biblioteca Nacional de Ciències Stefanyk
La Biblioteca Nacional de Ciències Stefanyk o també coneguda com Vasyl Stefanyk Lviv Biblioteca Científica Nacional de Ucrania (en ucraïnès: Львівська національна наукова бібліотека України імені Василя Стефаника) és una biblioteca nacional d'Ucraïna a la ciutat de Lviv. També serveix com a complex d'instituts de ciència i recerca de l'⁣Acadèmia Nacional de Ciències d'Ucraïna.
La biblioteca es va establir formalment el 2 de gener de 1940 amb la seva seu a l'edifici d'⁣Ossolineum i composta per fons d'Ossolineum i moltes altres biblioteques importants i col·leccions privades, totes nacionalitzades després que el territori fos annexat per la Unió Soviètica a conseqüència de la seva invasió de Polònia. Va rebre el nom de Vasyl Stefanyk el 1971, l'any del centenari del naixement d'aquest escriptor modernista i activista polític ucraïnès.